# Grażyna Zielińska
Grażyna Zielińska (Wrocław, 1952) is een Poolse actrice en toneelspeler. Ze is afgestudeerd aan de Nationale Theatrale Hogeschool (PWST) in Wrocław. In 2002 kreeg zij het Zilveren Kruis van Verdienste. Sinds 1986 is ze actrice in een theater genaamd Jerzy Szaniawski in Płock.

## Filmografie
- 2011-huidig: Pierwsza miłość, als Celina Płaczkowska
- 2010: Milion dolarów, als Karasiowa.
- 2008: Hotel pod żyrafą i nosorożcem, als eigenaar hond (gastrol).
- 2006-2007: Ranczo, als drogiste Zofia.
- 2006: Dublerzy.
- 2005: Lawstorant, als mevrouw Buffel.
- 2005: Barbórka, als moeder van Basia.
- 2004: Nigdy w życiu!, als eigenaar van de buurttuinen.
- 2003: Pornografia, als wasvrouw.
- 2003-2005: Magiczne drzewo, als schoonmaker in de trein.
- 2003: Pogoda na jutro, als moeder van een verlovingskandidaat van Claudia.
- 2003: Show, als moeder van Beatka.
- 2002-2004: Ludzie wśród ludzi
- 2002: Zemsta, als kok van Cześnik.
- 2002-2006: Samo Życie, als Euzebia.
- 2001: Pieniądze to nie wszystko, als gepensioneerde.
- 2000-2001: Miasteczko, als Krystyna Pęczek.
- 1999-huidig: - Na dobre i na złe, als Maria Zbieć, moeder van Marek en schoonmoeder van Bożenka.
- 1995: Ekstradycja, als vrouw die naar Novotny keek.
- 1986: Wcześnie urodzony, als vrouw van een notaris.

## Theater
In het verleden was ze verbonden aan de volgende theaters: Poppentheater in Warschau (1976-1977), Dramatisch Theater in Wałbrzych (1977-1980) en ook het Stefan Żeromski-theater in Kielce (1980-1981). Vanaf 2007 speelt zij de rol van Zosia in het komediespektakel Klimakterium... i już (Nederlands:Menopauze... en klaar).